# Tapeinidium amboynense
Tapeinidium amboynense är en ormbunkeart som först beskrevs av William Jackson Hooker, och fick sitt nu gällande namn av Carl Frederik Albert Christensen. Tapeinidium amboynense ingår i släktet Tapeinidium och familjen Lindsaeaceae. Inga underarter finns listade.